# Liparis andringitrana
Liparis andringitrana är en orkidéart som beskrevs av Rudolf Schlechter. Liparis andringitrana ingår i släktet gulyxnen, och familjen orkidéer. Inga underarter finns listade i Catalogue of Life.